# Marigny-le-Cahouët
Marigny-le-Cahouët – miejscowość i gmina we Francji, w regionie Burgundia-Franche-Comté, w departamencie Côte-d’Or.
Według danych na rok 1990 gminę zamieszkiwało 290 osób, a gęstość zaludnienia wynosiła 15 osób/km² (wśród 2044 gmin Burgundii Marigny-le-Cahouët plasuje się na 623. miejscu pod względem liczby ludności, natomiast pod względem powierzchni na miejscu 470.).